# Apomys sierrae
Apomys sierrae är en gnagare i familjen råttdjur som förekommer i Filippinerna.
Individerna blir med svans 262 till 296 mm långa, svanslängden är 124 till 154 mm och vikten ligger vid 73 till 110 g. De har 34 till 39 mm långa bakfötter och 18 till 21 mm långa öron. Pälsens färg på ovansidan varierar mellan mörk rödbrun i låglandet och brum med gul skugga i bergstrakter. Undersidans päls bildas av hår som är ljusgrå nära roten och vit till ljusbrun på spetsen. Dessutom är svansen uppdelad i en mörkbrun topp och en vit undersida. Sällan kan en vit svansspets förekomma. På öronen och händerna samt fötterna är huden synlig. Den är vitaktig på bakfötternas topp med några mörka hår.
Denna gnagare lever i kulliga områden och i bergstrakter på norra Luzon. Arten når ibland 1700 meter över havet. En population hittades på ön Palaui norr om Luzon. Apomys sierrae vistas i fuktiga bergsskogar.
Djuret är aktivt på natten och söker på marken efter frön och daggmaskar.
Apomys sierrae är inte sällsynt och den hittas även i Northern Sierra Madre Natural Park. Den listas av IUCN som livskraftig (LC).